# Centris insignis
Centris insignis är en biart som beskrevs av Smith 1854. Centris insignis ingår i släktet Centris och familjen långtungebin. Inga underarter finns listade.